# Corozal (Kolumbia)
Corozal – miasto w Kolumbii, w departamencie Sucre.